# Intronaut
Intronaut est un groupe de metal progressif américain, originaire de Los Angeles, en Californie. Le groupe incorpore dans sa musique des polyrythmes complexes ainsi que des éléments de rock progressif et de jazz. Intronaut est formé d'anciens membres des groupes Anubis Rising, Exhumed, Uphill Battle et Impaled.

## Biographie
La première formation d'Intronaut était composée du chanteur et guitariste Sacha Dunable, du chanteur et guitariste Leon del Muerte, du batteur Danny Walker et du bassiste Joe Lester. D'après Walker le groupe choisit son nom parce qu'en anglais un Intronaut désigne un « voyageur intérieur » et le groupe voulait encourager l'auditeur à explorer son propre esprit. En 2005, Intronaut sort une première démo de quatre pistes intitulé Null – Demonstration Extended Play Compact Disc. Ils signent avec Goodfellow Records en octobre de la même année et enregistrent l'album Void en avril 2006 à Santa Ana avec comme producteur John Haddad. Les chansons de Void sont les premières à avoir été écrites par tout le groupe tandis que la plupart de la musique de Null avait été écrite par Dunable avant que les autres membres ne le rejoignent.
En août 2007, le guitariste et chanteur Leon del Muerte quitte le groupe pour se concentrer sur d'autres projets musicaux et est remplacé par Dave Timnick. Peu de temps après, Intronaut effectue sa première tournée en Europe en compagnie de The Ocean. En janvier 2008, le groupe annonce qu'ils ont signé un contrat avec Century Media Records pour une distribution mondiale et fini leur nouvel album Prehistoricisms. Comme cet album est le premier sans del Muerte qui écrivait les « riffs les plus metal », Prehistoricisms présente une rythmique plus complexe illustrée notamment par la fin de la chanson Any Port. Le groupe enregistre également en 2008 une reprise de la chanson Dixie Whiskey du groupe Eyehategod pour les 20 ans de Century Media Records. En avril 2009, Intronaut part en tournée avec Kylesa et Mastodon. Plus tard la même année en octobre, Intronaut joue plusieurs concerts à New Delhi dans le cadre du treizième Great Indian Rock Festival.
Pendant l'été 2010, Intronaut sort son troisième album Valley of Smoke avec une apparition en tant que guest de Justin Chancellor du groupe Tool. L'album est caractérisé par une mélodie et un chant clair plus présents ainsi que des chansons plus courtes. À la fin 2010, Intronaut assure la première partie pour Cynic durant leur tournée nord-américaine. Peu de temps après ils jouent en première partie pour la tournée de Helmet. En 2011, Intronaut effectue une tournée européenne avec The Ocean et Red Fang, puis nord-américaine avec Animals as Leaders, Dead Letter Circus et Last Chance to Reason, enfin de nouveau en Europe avec Ghost Brigade et A Storm of Light. Au début de l'année 2012, Intronaut assure la première partie de la tournée nord-américaine de Tool. Après la tournée, ils commencent l'écriture de leur quatrième album Habitual Levitations (Instilling Words with Tones) qui sort le 19 mars 2013. En avril 2014, ils tournent en Amérique du Nord avec TesseracT et jouent en live avec le musicien unique du groupe de metal progressif Cloudkicker.
En 2018, le groupe se sépare de son batteur Danny Walker, accusé de violences conjugales. Alex Rüdinger enregistre les pistes de batterie pour l'album Fluid Existential Inversions.

## Membres

### Membres actuels
- Sacha Dunable – guitare, chant (depuis 2004)
- Joe Lester – guitare basse (depuis 2004)
- Dave Timnick – guitare, chant, tabla, percussions (depuis 2007)

### Anciens membres
- Leon del Muerte – guitare, chant (2004–2007)
- Danny Walker – batterie, samples (2004–2018)
- Cristina Fuentes – claviers

## Discographie

### Albums studio
- 2006 : Void
- 2008 : Prehistoricisms
- 2010 : Valley of Smoke
- 2013 : Habitual Levitations (Instilling Words with Tones)
- 2015 : The Direction of Last Things
- 2020 : Fluid Existential Inversions

### EP
- 2005 : Null - Demonstration Extended Play Compact Disc
- 2006 : Null
- 2007 : The Challenger

### Single
- 2019 : Cubensis

### Compilations
- 2008 : Like Black Holes in The Sky: A Tribute to Syd Barrett (chanson Arnold Layne)
- 2009 : Covering 20 Years of Extremes (chanson Dixie Whiskey)